# Kervignac
Kervignac (en bretó Kervignag) és un municipi francès, situat a la regió de Bretanya, al departament d'Ar Mor-Bihan. L'any 2006 tenia 5.042 habitants.

## Demografia
| 1962                                       | 1968  | 1975  | 1982  | 1990  | 1999  |  |
| ------------------------------------------ | ----- | ----- | ----- | ----- | ----- |  |
| 2.110                                      | 2.119 | 2.352 | 2.959 | 3.681 | 4.113 |  |
| Des de 1962: població sense dobles comptes |       |       |       |       |       |  |

## Administració
| Període   | Identitat         | Partit |
| --------- | ----------------- | ------ |
| 1941-1953 | Pierre Laventure  |        |
| 1953-1977 | Benoît Rio        |        |
| 1977-1983 | Jean Le Marouille |        |
| 1983-     | Jacques Le Ludec  |        |